# Székely Erzsébet
Székely Erzsébet (Kolozsvár, 1922. június 15. – Kolozsvár, 2001. január 6.) erdélyi magyar irodalomtörténész, tankönyvíró, műfordító. Saszet Géza felesége, Saszet Ágnes anyja.

## Életútja
Középiskolai tanulmányait a kolozsvári Marianum Leánygimnáziumban végezte, 1945-ben az I. Kolozsvári Magyar Királyi Ferenc József Tudományegyetem Bölcselet–történelem és Nyelvtudományi Karán magyar–olasz–francia szakos tanári oklevelet, 1949-ben a Bolyai Tudományegyetemen irodalomtudományokból doktori címet szerzett.
Tanári pályáját 1945-ben a brassói Római Katolikus Főgimnáziumban kezdte; 1950-től a Bolyai Tudományegyetem magyar irodalomtörténeti tanszékén tanársegéd, majd lektor. Régi magyar irodalmat, módszertant, gyermekirodalmat, egyetemes és összehasonlító irodalomtörténetet adott elő; az egyetemen és tanárképző főiskoláján a magyar szakos hallgatók tanárképzését irányította.
Termékeny tankönyvíró és szerkesztő: szöveggyűjteményeket állított össze és lektorált, cikkei és tanulmányai a magyar, a világ-, a gyermek- és ifjúsági irodalom tárgyköréből a Dolgozó Nő, Igazság, Igaz Szó, Korunk, Tanügyi Újság, Utunk hasábjain jelentek meg.

## Kötetei
- Olvasókönyv az I. osztály számára (Bukarest, 1951)
- Magyar irodalom. Tankönyv a IX. osztály számára (Jócsák Jánossal, Bukarest, 1957)
- Magyar irodalmi szöveggyűjtemény a IX. osztály számára (Jócsák Jánossal, Bukarest, 1957)

## Fordítása
- Edmondo de Amicis Gyermekszív c. ifjúsági regénye (Bukarest, Minden gyermek könyve, 1973)

## Válogatásai, szerkesztései
- Heltai Gáspár válogatott munkái (Bukarest, 1957. Magyar Klasszikusok)
- Móra Ferenc: A város lúdja (Bukarest, 1957)
- Móra Ferenc: Kiskanász, nagykanász (Bukarest, 1958)
- Wilhelm Hauff: Mesék (Bukarest, 1960)
- William Shakespeare: Lear király (Bukarest, 1964)
- Shakespeare: Rómeó és Júlia (Bukarest, 1964)
- Barangolás meseországban. Szöveggyűjtemény az I–IV. osztály számára (Bukarest, 1970; utána még több kiadásban: 1975, 1980, 1994)
- Zrínyi Miklós válogatott munkái. I–II. (Kolozsvár, 1972. Tanulók Könyvtára)
- Móra Ferenc: Csilicsali Csalavári Csalavér (Bukarest, 1976)
- Költögető (gyermekvers antológia, Bukarest, 1984)
- Nagyapó mesefája (Bukarest, 1996)